# Athetis bipuncta
Athetis bipuncta là một loài bướm đêm trong họ Noctuidae.